# Hamvas szeder
A hamvas szeder (Rubus caesius) a rózsafélék családjába tartozó növényfaj, a száraz, füves területek, cserjések növénye.

## Elterjedése

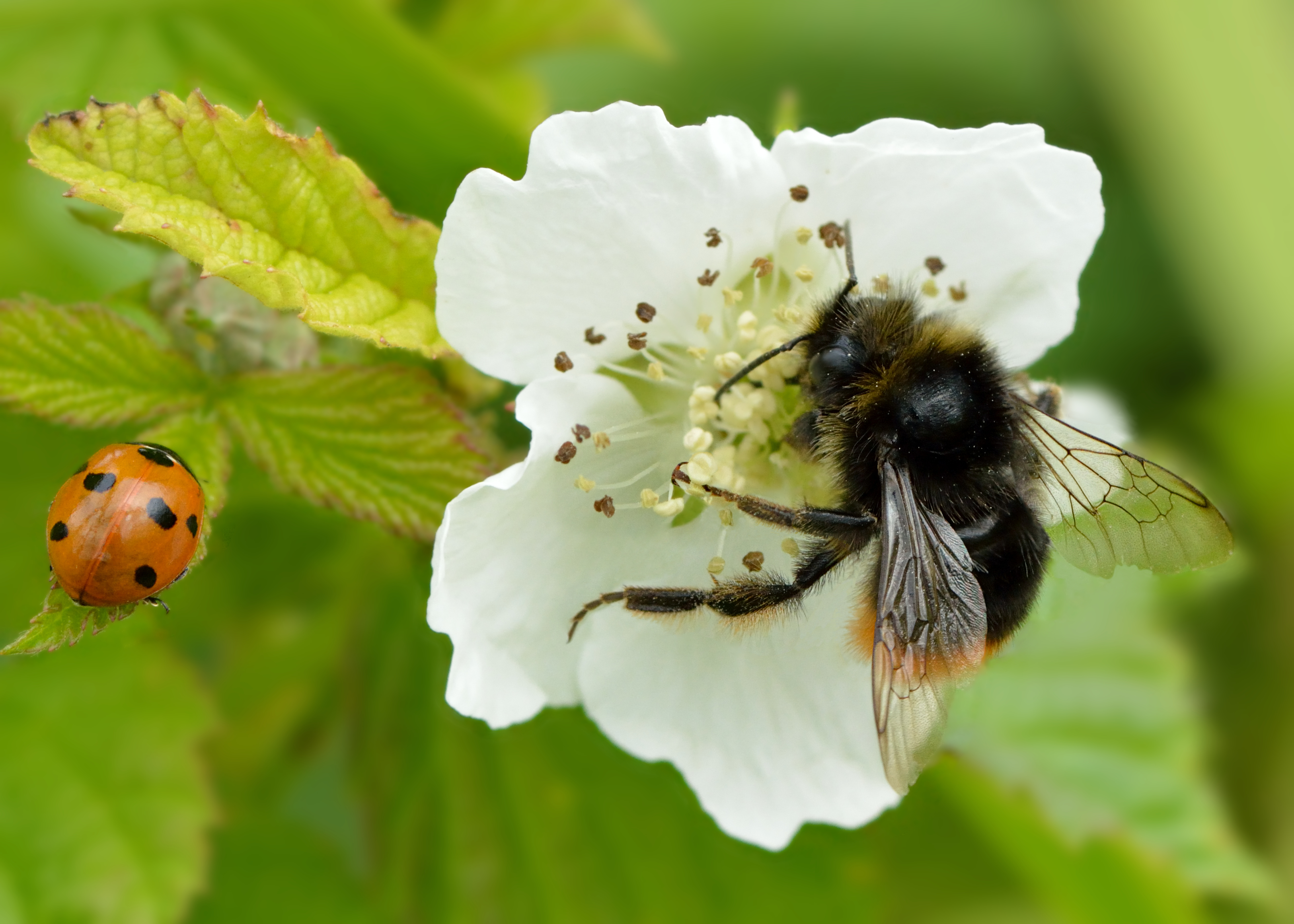

Eurázsiai flóraelem.

## Jellemzése
Egy méter magasra nő. Vesszői íveltek, apró tüskékkel teli hajtásai áthatolhatatlanok. E hajtások a vad szederéinél kevésbé szúrósak, vékonyabbak.
Levelei hármasak, tojásdadok; a levélszél kétszeresen fűrészes. Az alsó levél általában aszimmetrikus.
2–2,5 cm-es, fehér virágai az oldalhajtások csúcsán nyílnak. Május–júniusban virágzik. Virágzás után a csészelevelek felhajlanak.
Levele sok cserzőanyagot, C-vitamint tartalmaz. Lédús, savanykás termése augusztus–szeptemberben érik. E hónapokban folyamatosan terem.
Gyógynövény. Teája hasmenés ellen, nagyon erős havivérzés ellen ajánlott. Gyümölcse jó vizelethajtó, izzasztószer.

## Életmódja
Elsősorban nagy folyók árterein, a folyóparti nyár-fűz ligeterdőkben, láperdőkben növő pionír faj. A felmelegedő síkságokat kedveli, de igen tűrőképes. Az időszakos elöntéseket jól bírja.
A mély rétegű öntéstalajokat szereti. Enyhén mészkedvelő, nitrogénigényes.

## Felhasználása
Leveléből teát készítenek (Planta tea) és és más növényekkel a cukorbetegséget gyógyító teakeverék egyik alapanyaga. Kékes színű, hamvas termése többféle étkezési célra is használható, emellett fontos vadtakarmány.